# Дубина (Золочевский район)
Дубина (укр. Дубина) — село в Заболотцевской сельской общине Золочевского района Львовской области Украины.
Население по переписи 2001 года составляло 245 человек. Занимает площадь 1,438 км². Почтовый индекс — 80661. Телефонный код — 3266.